# Peter Baum
Pour les articles homonymes, voir Baum.
Œuvres principales
Spuk (1905)
Peter Baum, né le 30 septembre 1869 à Elberfeld et mort le 6 juin 1916 à Ķekava près de Riga est un écrivain allemand, représentant de l’expressionnisme littéraire allemand.

## Biographie
L'œuvre de Peter Baum se rattache aux débuts du mouvement expressionniste. Il meurt sur le front russe pendant la Première Guerre mondiale.

## Ouvrages
- 1903, Gott - und die Träume, poésies, Berlin, Axel Juncker
- 1905,  Spuk roman, Berlin, Ehbock
- 1908,  Im alten Schloss, nouvelles, Berlin, Cassirer Verlag
- 1916, Schützengräbenverse, Berlin, Der Sturm
- 1920 Gesammelte Werke, œuvres complètes éditées par Hans Schlieper, Berlin, Rowohlt